# Six Pack (The Police)
Six Pack è una raccolta di singoli 7" pubblicati dal gruppo The Police nel 1980.
La confezione era costituita da una busta in PVC contenente i primi cinque singoli da classifica della band, Roxanne, Can't Stand Losing You, So Lonely, Message in a Bottle and Walking on the Moon, più la versione mono di The Bed's Too Big Without You, precedentemente inedita; il lato B di quest'ultimo singolo era una versione live di Truth Hits Everybody. Tutti i dischi erano realizzati in vinile blu, con le etichette modificate, in modo da presentare le teste dei componenti del gruppo, invece del logo della A&M Records come sui vinili originali. Ogni singolo era accompagnato da una cartolina.
La raccolta raggiunse la posizione n.17 nella classifica dei singoli del Regno Unito nel giugno del 1980, subito dopo la riedizione di So Lonely e prima della pubblicazione di Don't Stand So Close to Me.

## Tracce
Roxanne 
1. Roxanne – 3:14
2. Peanuts – 2:52

 Can't Stand Losing You 
1. Can't Stand Losing You – 2:58
2. Dead End Job – 3:30

 So Lonely 
1. So Lonely – 3:10
2. No Time This Time – 3:30

 Message in a Bottle 
1. Message in a Bottle – 3:50
2. Landlord – 3:09

 Walking on the Moon 
1. Walking on the Moon – 4:08
2. Visions of the Night – 3:05

 The Bed's Too Big Without You 
1. The Bed's Too Big Without You – 3:30
2. Truth Hits Everybody – 2:26

## Formazione
- Sting – voce, basso
- Andy Summers – chitarra
- Stewart Copeland – batteria